# ستيف روجرز
ستيف روجرز (بالإنجليزية: Steve Rogers)‏ هو لاعب كرة قاعدة أمريكي، ولد في 26 أكتوبر 1949 في جفرسون سيتي في الولايات المتحدة.

## وصلات خارجية
- ستيف روجرز على موقع دوري كرة القاعدة الرئيسي (الإنجليزية)
- ستيف روجرز على موقعبيزبول رفرنس.كوم (الدوري الرئيسي) (الإنجليزية)
- ستيف روجرز على موقعبيزبول رفرنس.كوم (الدوري الثانوي) (الإنجليزية)
- ستيف روجرز على موقع إي إس بي إن.كوم (أم.أل.بي) (الإنجليزية)
- ستيف روجرز على موقع مشجعي الرسوم البيانية (الإنجليزية)